# Groens malmgård

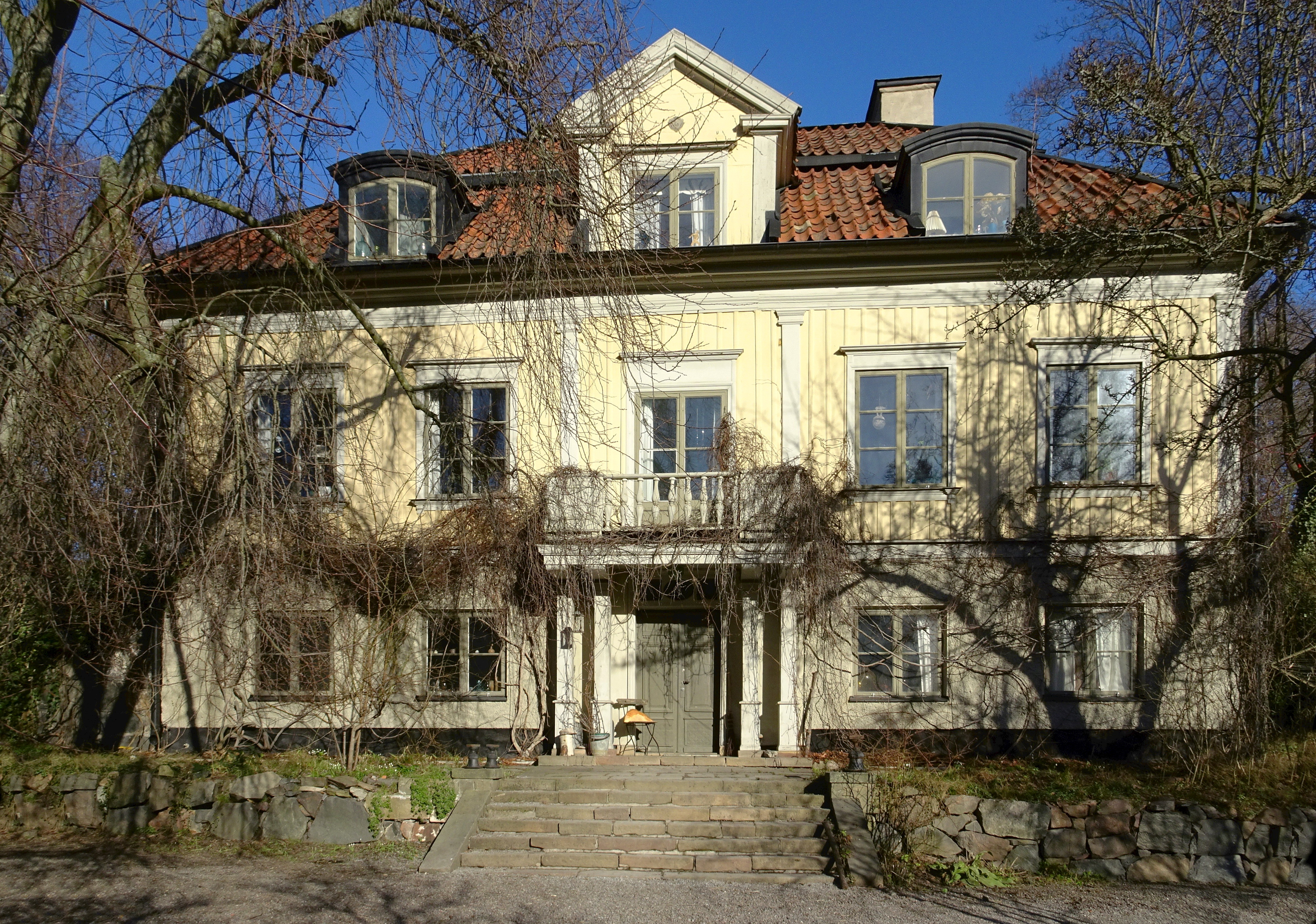
Groens malmgård, huvudbyggnad, februari 2019.

Groens malmgård är en av Stockholms malmgårdar, belägen vid Malmgårdsvägen 53 på Södermalm i Stockholm. Till gården hör en av Stockholms bäst bevarade malmgårdsträdgårdar med en obruten nyttoodling under mer än 300 år. Huvudbyggnaden är gestaltad i karolinsk stil och den enda kvarvarande av sin typ i Stockholm. Malmgårdsvägen har fått sitt namn efter denna malmgård. Fastigheten Vintertullen mindre 4 ägs av AB Stadsholmen och är blåmärkt av Stadsmuseet i Stockholm, vilket innebär "att bebyggelsen bedöms ha synnerligen höga kulturhistoriska värden".

## Kvarteret

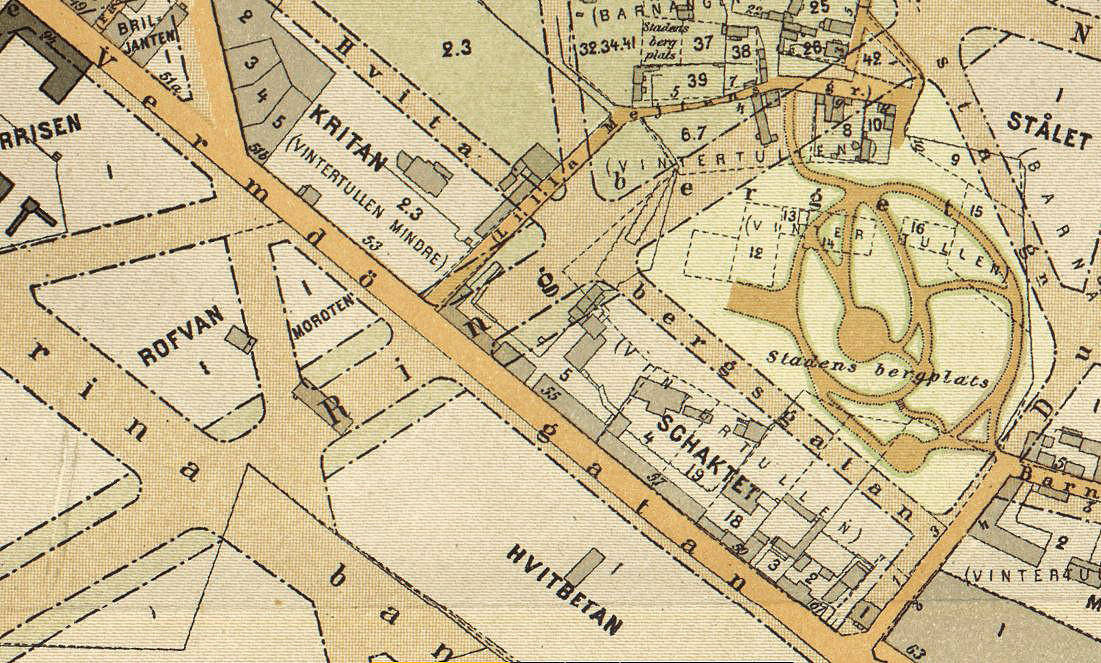
Kvarteret Kritan (Vintertullen mindre) med planerade gator och vägar, 1899.

Kvarteret Vintertullen mindre ligger i Vita bergens södra sluttning. Äldsta kända namn är Winter Tullen den större (Holms tomtbok 1674). Namnet påminner om Hammarby vintertull, en av Stockholms tullar där avgift togs ut på varor som fördes in till staden med släde vintertid över frusna sjöar i nuvarande Nacka och Värmdö kommuner. Kvarteret har ändat form och storlek under årens gång och även namnet. Den norra delen kallades tidvis kvarteret Kritan. 
Söder om kvarteret, ungefär i Lilla Mejtens gränds sträckning skulle enligt Lindhagenplanen från 1866 Ringvägen dras fram genom Vita bergen för att sluta vid Stadsgården. Runt Vita bergens västra sida planerades även Vitabergsgatan som skulle ha gått rakt över malmgårdens tomt, norr om huvudbyggnaden. Varken Ringvägens förlängning österut eller Vitabergsgatan fullföljdes  men var inritade i gällande stadsplaner ända fram till 1974. Då ströks gatureservaten och Groens malmgård k-märktes som kulturreservat tillsammans med bland annat kvarteret Vintertullen, fastigheten Bondesonen större 21 vid Nytorget och trakten kring Bergsprängargränd. Kvarterets norra del bebyggdes med bostadshus på 1880-talet. Kvarterets södra del omfattar idag en enda fastighet, Vintertullen mindre 4, som avser Groens malmgård.

## Historik

### Meijtens och Horlemans tomter

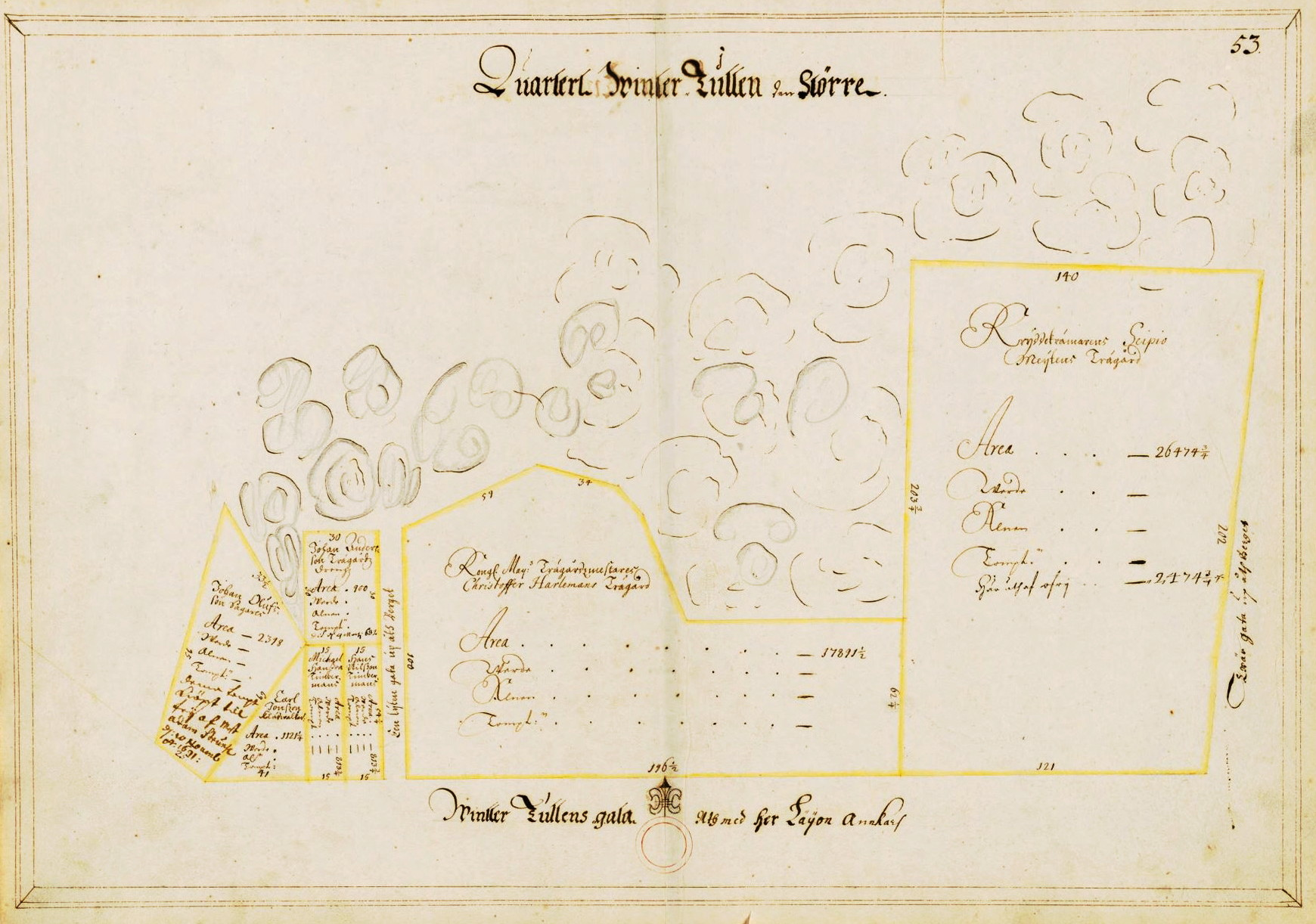
Meijtens och Horlemans tomter 1674.

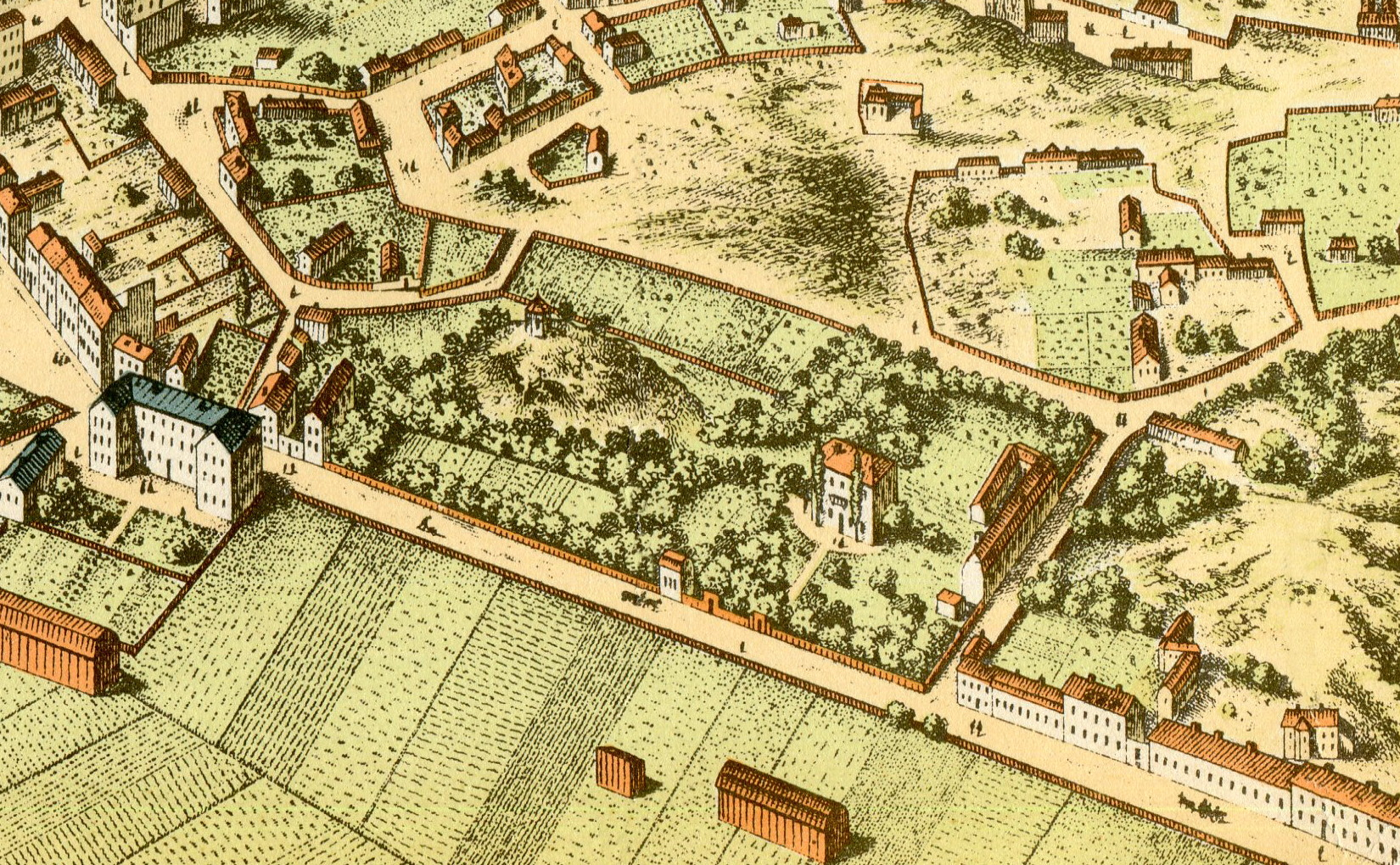
Groens malmgård på Heinrich Neuhaus Stockholmspanorama 1870-tal.

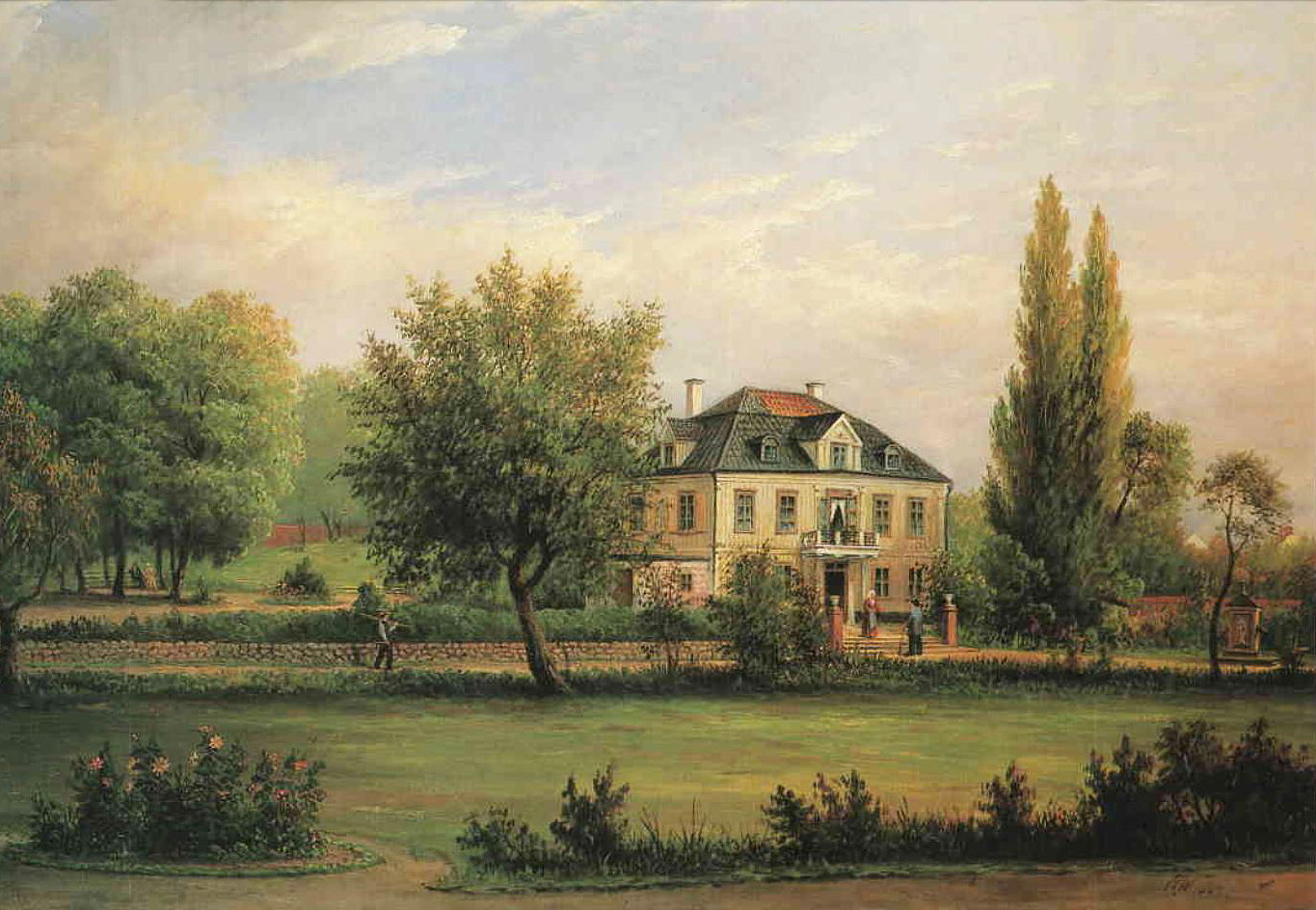
Malmgården enligt E. Wahlqvist, 1887.

Dåvarande kvarteret Vintertullen större (nuvarande Vintertullen mindre) bestod 1674 av flera tomter vilka framgår av Holms tomtbok. De båda största tomter ägdes då av kryddkrämaren Scipio Meijtens (död 1688) och av kungliga trädgårdsmästaren Christian Horleman (död 1687). I Holms tomtkarta uppges förnamnet "Christoffer" vilket kan vara en felskrivning. Horleman, en skicklig trädgårdsmästare från Republiken Förenade Nederländerna, inkallades 1666 från Haag till Stockholm av kung Karl XI att ta hand om de kungliga trädgårdarna.
Horleman (sedermera Hårleman) var farfar till den kände arkitekten Carl Hårleman. Ibland uppges att Horleman skulle ha ägt även den Meijtenska tomten, vilket är fel. Horlemans tomt förvärvades 1669 från dess förste ägare Gert Hermansson som pant. Den låg nordväst om Meijtens tomt (ungefär i dagens kvarteret Kritan) och omfattade 17 891,5 kvadratalnar (drygt 10 600 m²). Tomtgränsen gick direkt nordväst om den ännu bevarade trädgårdsmästarbostaden. Strax norr om tomtgränsen stod Träkvarnen, en av Stockholms många väderkvarnar. I slutet av 1660-talet började Horleman anlägga en praktfull trädgård med fruktodlingar som skulle bli Stockholms första stadsträdgård. Anläggningen föranledde till namngivningen "Stadsträdgårdsgatan", dagen Malmgårdsvägen. På Heinrich Neuhaus Stockholmspanorama syns den Horlemansa trädgården som omger en kulle med ett sexkantigt lusthus på toppen. Dagens lusthus byggdes på 1920-talet.
Horlemans granne, Scipio Meijtens, förvärvade sin tomt år 1664 för 100 daler silvermynt. Den omfattade 26 474,75 kvadratalnar (drygt 15 700 m²) och är den som numera är känd som Werner Groens malmgård. I den gemensamma bouppteckningen, som upprättades 1693 efter Meijtens änkas död, framgår några byggnader som troligen avser dagens huvudbyggnad och en del av den röda längan vid Lilla Mejtens gränd, vilken är uppkallad efter Meijtens. Det var således inte Werner Groen som lät bygga mangården utan Scipio Meijtens. Huvudbyggnaden var ett gult putsat trähus med gråa pilastrar under ett säteritak, formgiven i karolinsk stil. 

### Werner Groens sommarnöje
År 1697 pantsattes malmgården i Riksbanken och 1702 inköptes "en trädgård med tillhörande hus och lägenheter" av vinhandlaren Werner (eller Verner) Groen (gr uttalas med ett grovt ch-ljud,  ungefär chroen), även han härstammade från Holland. Han fick betala knappt 10 000 daler kopparmynt för den bebyggda egendomen. Werner Groen och familj bodde bara om somrarna i malmgården, övrig tid fick hans trädgårdsmästare ta hand om egendomen. Under Groens tid tillkom troligen även trädgårdsmästarbostaden (dagens adress Malmgårdsvägen 53A).
Efter Werner Groens död 1721 övertogs gården av arvingen vinhandlaren Joakim Schultz (död 1760). Av hans brandförsäkring från 1750 framgår att han hade förutom malmgården även drivhus, orangeri, stall, vagnshus, hönshus och en stor fruktträdgård med 286 fruktbärande träd. Schultz lät också utvidga tomten i etapper, bland annat med en del av Horlemans trädgård i väster och kvarntomten där Träkvarnen hade stått i nordväst. Sin största utsträckning hade Schultz' tomt 1758. År 1760 flyttade änkan Catharina Schultz till gården som bebodde den permanent.

### Egendomens vidare öden
Efter ett tiotal olika ägare under 1700-talets slut och större delen av 1800-talet förvärvades gården 1878 av byggmästaren C.H. Hallström vilken överlät den till Elsa Borg, även kallad Vita bergens drottning. Hon förvandlade malmgården till ett skyddshem för "fallna kvinnor". Bland annat sysselsattes de unga kvinnorna med stickning, sömnad, tvätt och trädgårdsskötsel. Den före detta trädgårdsmästarbostaden blev ett barnhem för elva barn. Stockholms stad förvärvade fastigheten 1883. Efter Borgs död 1909 överläts hela verksamheten i Louise Ulffs ledning. Gården stod i missionens tjänst till 1928.
Samma år övertog Elsa Borgs son, trädgårdsmästare August Johansson, egendomen. 1933 planterade dennes son, Josef Johansson, till Borgs ära en magnolia i Vita bergens park strax norr om gården. Magnolian gav upphov till namnet Magnoliapriset som sedan 1969 årligen delas ut av Sofia hembygdsförening. Josef Johansson var även den huvudsakliga donatorn till den staty, som 1972 restes intill magnolian. Statyn, som föreställer Elsa Borg omfamnande två små barn, skapades av Astri Bergman-Taube. Under statyn står att läsa "Den första verkliga socialarbetaren Elsa Borg Vita bergens drottning 1826-1909. Till minne av en enastående kärleksgärning. Donation av Augusta och Josef Johansson m.fl." Sedan 1983 drivs egendomen av stiftelsen Malmgården Vita Bergen som odlar biodynamisk och anordnar julmarknad i huvudbyggnaden under adventstiden.

### Filmkuliss
Filmen Raskenstam med bland andra Gunnar Hellström (som även förde regi), Lena Nyman och Agneta Fältskog spelas in vid Groens malmgård 1983.

Historiska bilder
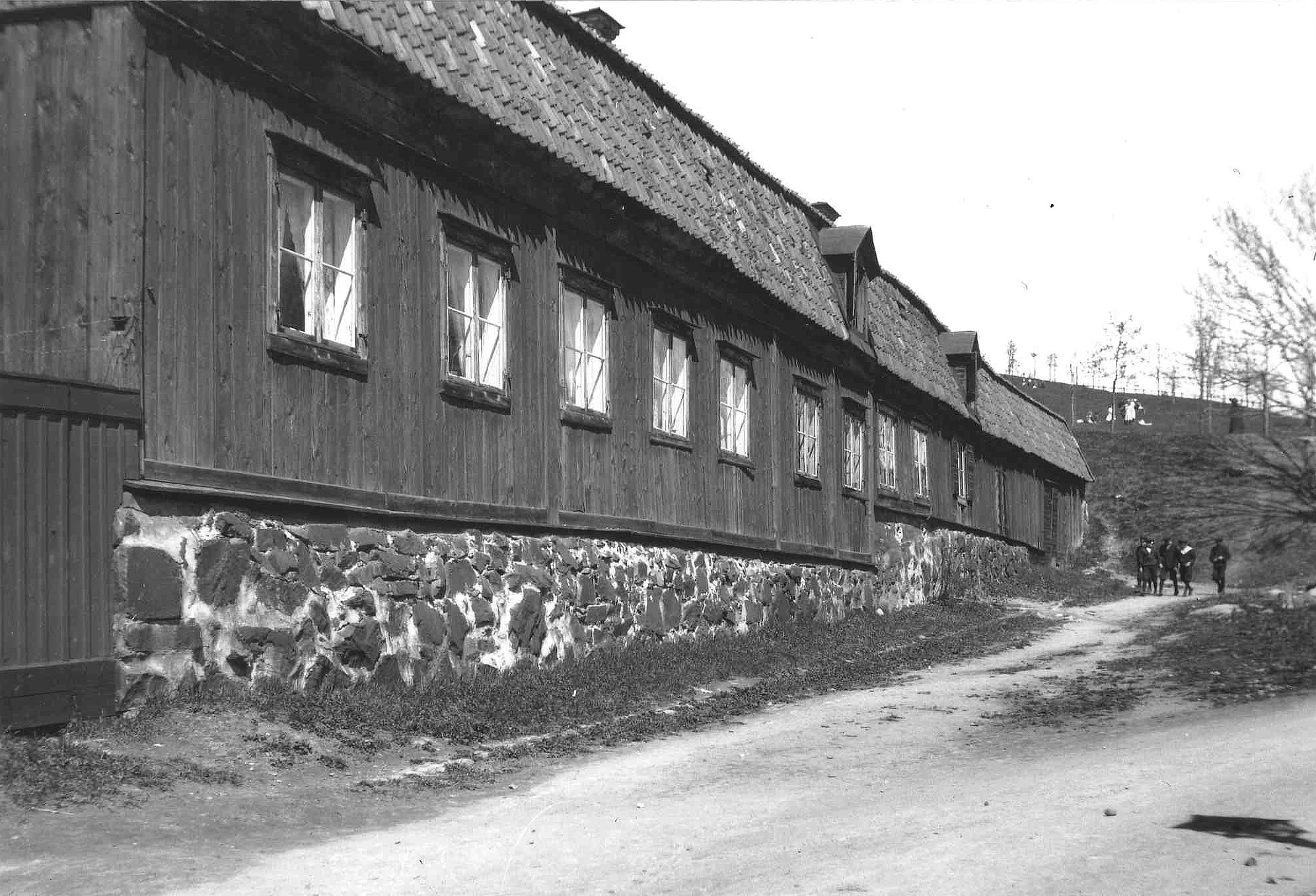
Längan, Kasper Salin, cirka 1900.
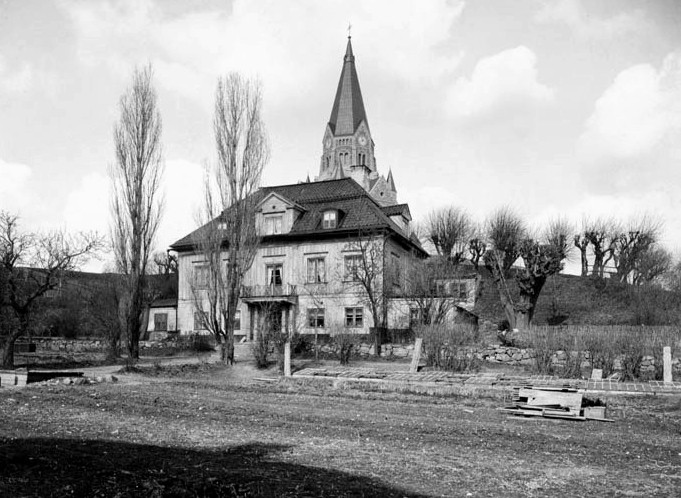
Gården, Larssons Ateljé, 1906.
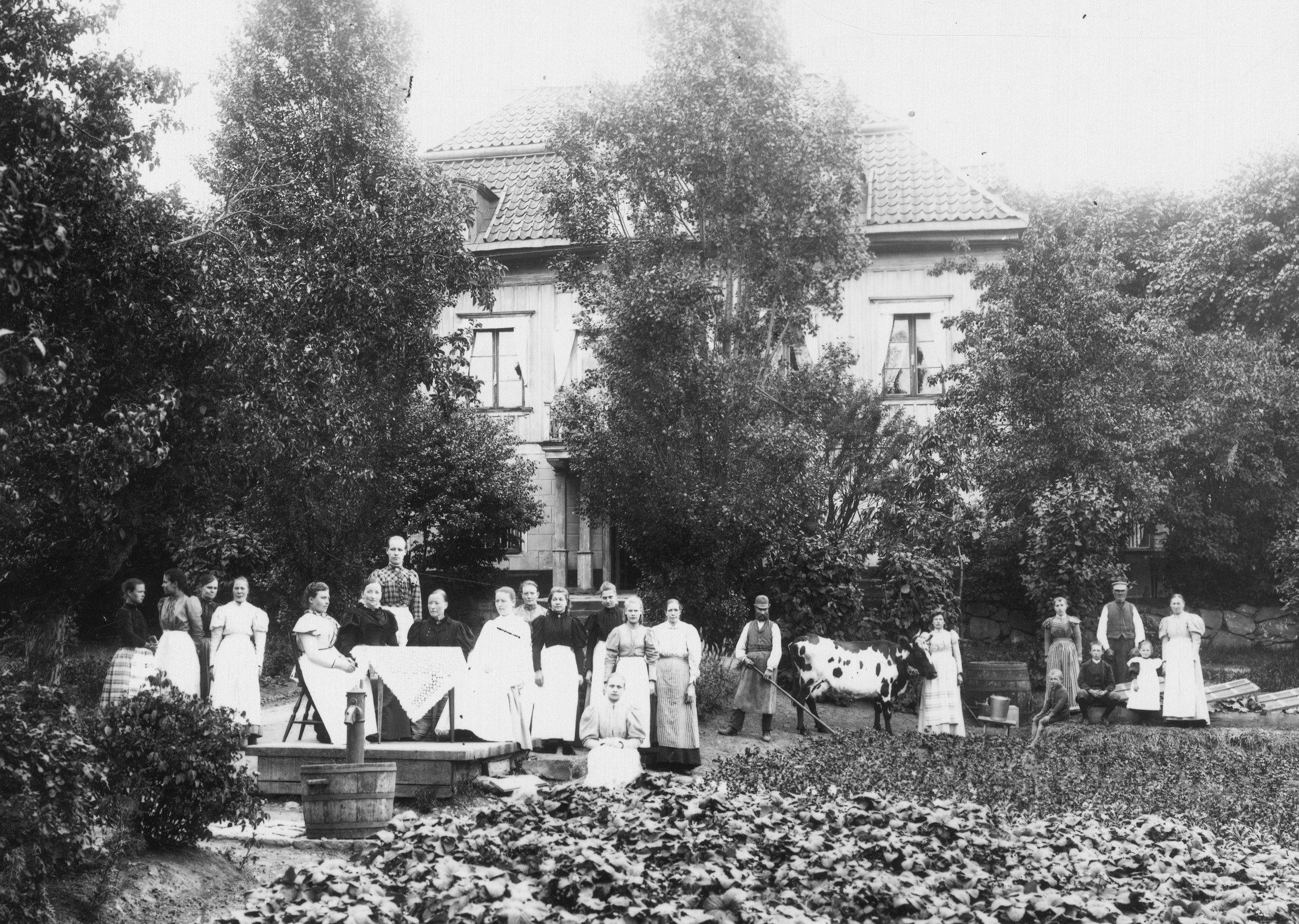
Kvinnor i trädgården för Elsa Borgs skyddshem, 1906.
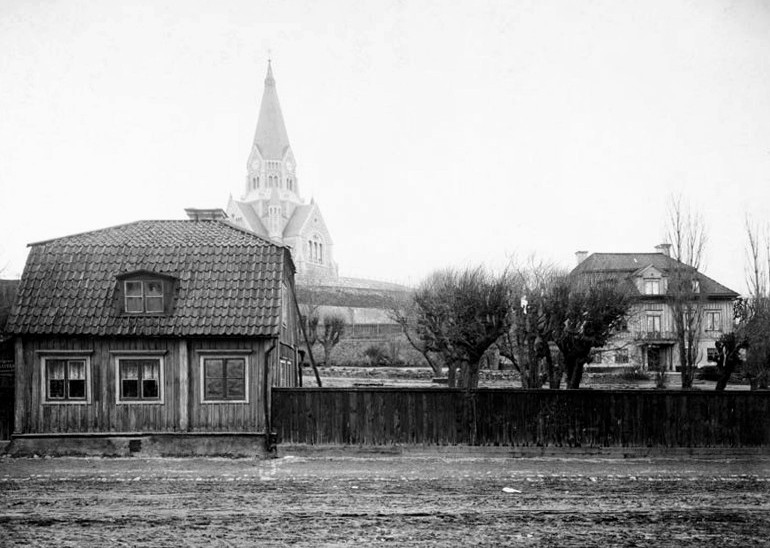
Trädgårdsmästarbostaden, Larssons Ateljé, 1906.
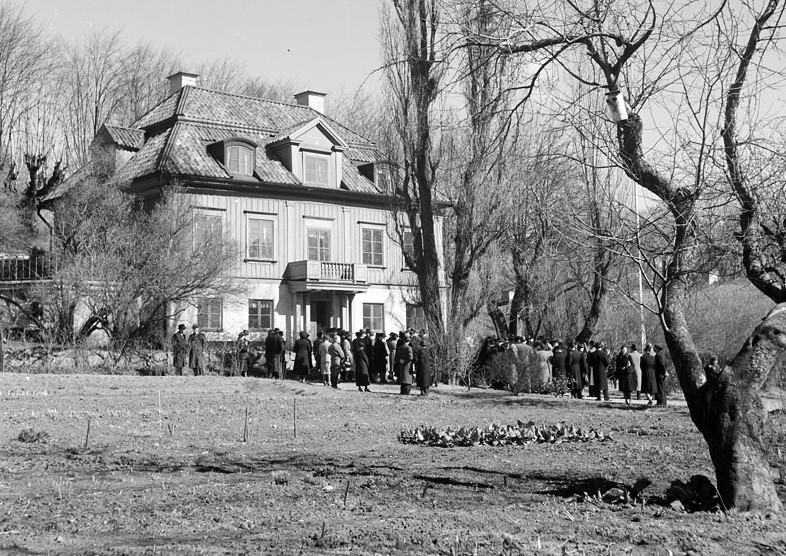
Stadsmuseets söndagsvisning med Gösta Selling, 1943.

## Gårdens byggnader

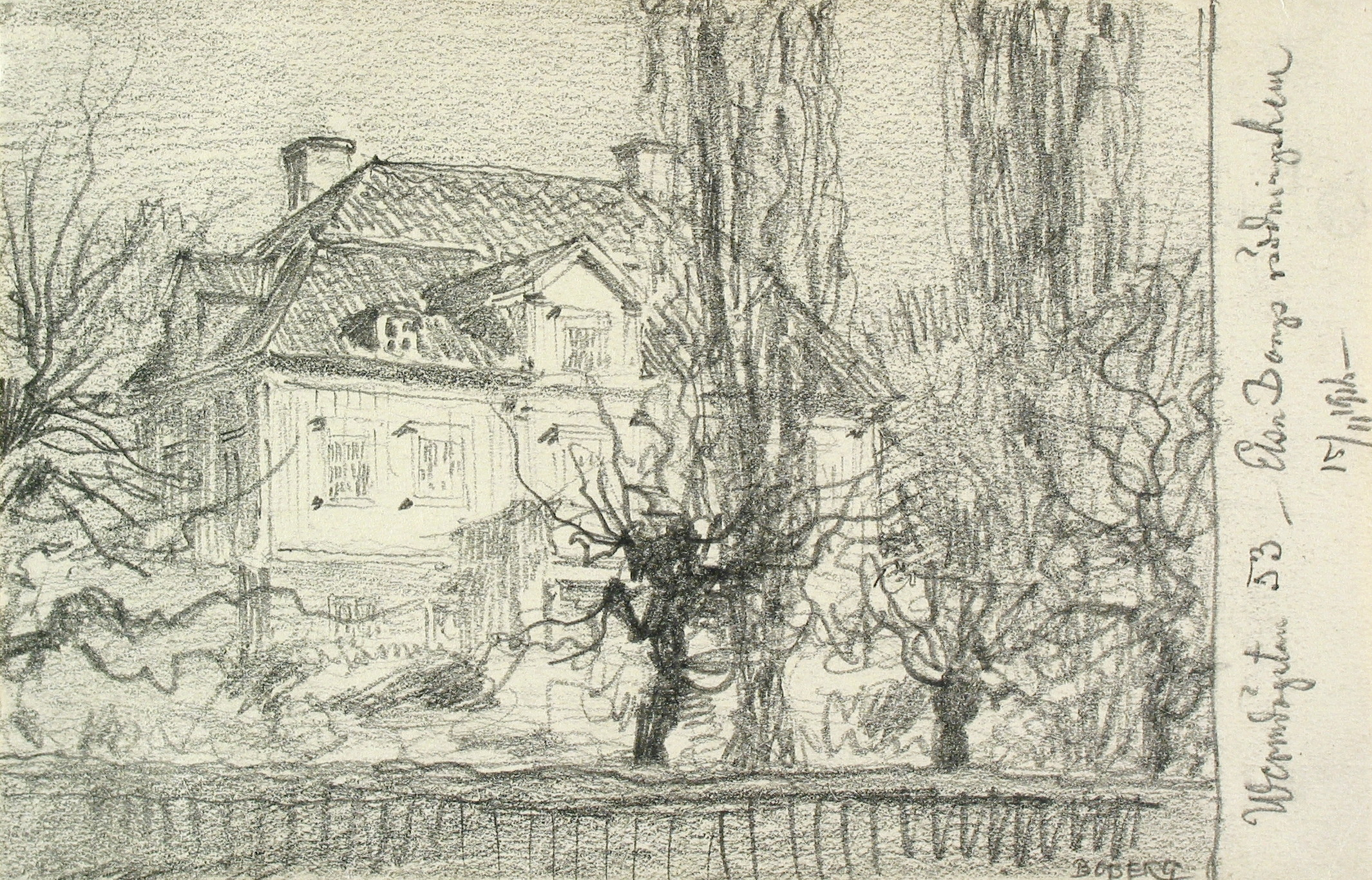
"Elsa Borgs räddningshem", Ferdinand Bobergs teckning från 1916.

Utöver huvudbyggnaden finns den så kallade Längan, den före detta Trädgårdsmästarbostaden och ett lusthus från 1920-talet bevarade. På tomten ligger även ett växthus från nyare tid. Området besöktes 1916 av arkitekt Ferdinand Boberg i ramen för sitt projekt Svenska bilder. Han fann miljön inspirerande och med tanke på eventuella framtida rivning upprättade han flera blyertsteckningar visande bebyggelsen längs med Malmgårdsvägen, bland annat av malmgårdens huvudbyggnad. Han signerade sin skiss Wermdögatan 52 - Elsa Borgs räddningshem 15/11 1916. Värmdögatan var föregångaren till Malmgårdsvägen.
Under slutet av 1920-talet genomfördes en uppmätning och dokumentation av malmgårdens byggnader under ledning av stadsantikvarien Gösta Selling. Gårdens byggnader hotades av rivning men räddades på initiativ av Anna Lindhagen. På 1930-talets slut beslöt Stockholms stad att låta utföra en upprustning och modernisering av byggnadsbeståndet. För utförandet stod arkitekt Carl Melin, chef för husbyggnadsavdelningen vid Stockholms stads fastighetskontor.
Huvudbyggnaden uppfördes troligen i slutet av 1600-talet när Scipio Meijtens ägde fsstigheten. Brandförsäkringen från 1750 beskriver huset bestående dels av trä och dels av sten med suterrängvåning, bottenvåning, vindsvåning och vind. I suterrängvåningen fanns ett stort kök mot öster samt två välvda källare mot väster. I bottenvåningen låg fyra rum, en alkov och förstugor. 
Arkitekturstilen var ursprungligen karolinsk. Det ändrades vid sekelskiftet 1800 genom en större ombyggnad och renovering då byggnadens yttre fick en klassicistisk prägel motsvarande dagens utseende. Fasaderna kläddes med profilerad locklistpanel som avfärjades i gul kulör och det höga säteritaket täcktes av taktegel. Interiören gestaltades i gustaviansk stil.
Den idag 45 meter långa "Längan" vid Lilla Mejtens gränd uppfördes i etapper, den äldsta (södra) delen troligen under slutet av 1600-talet. Längan fungerade på 1750-talet som bostad, stall och vagnshus. Huset hade källare och vind samt ett brädtäckt yttertak. I början av 1800-talet hade standarden förbättrats. Då fanns bagarstuga, torkkammare, stall för en häst, fähus för tre kor och bostadsrum som uppvärmdes med kakelugnar. Yttertaket var täckt med tegel. 1848 innehöll  bottenvåningen fabriksrum, sannolikt sidenväveri, när sidenfabrikören Mathias Lundin ägde gården. På 1930-talet revs några med längan sammanbyggda huskroppar. 
"Trädgårdsmästarbostaden" byggdes troligen under Groens tid, alltså 1700-talets första del. Den lilla rödmålade stugan med tre fönsteraxlars längd står långsidan mot gatan. Det har ett brant brutet och valmat tegeltak och beskrivs i brandförsäkringen från 1750 med två rum samt en vind under ett brädtak. Under huset fanns en bjälkkällare. Sitt nuvarande utseende fick huset vid en ombyggnad på 1920-talet. Huset moderniserades 1950 efter ritningar av arkitekt Nils Sterner.

Nutida bilder
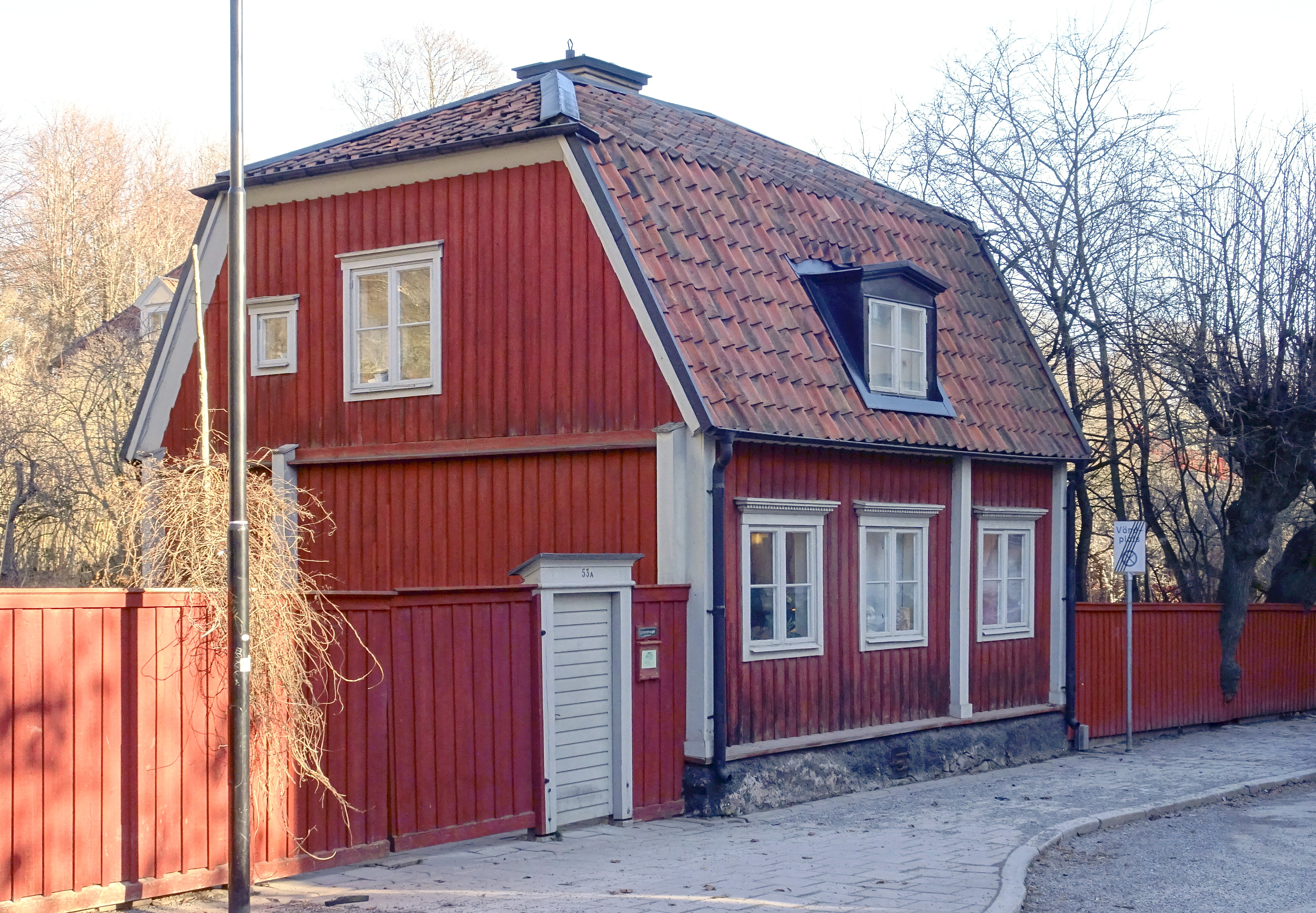
F.d. trädgårdsmästarbostaden vid Malmgårdsvägen.
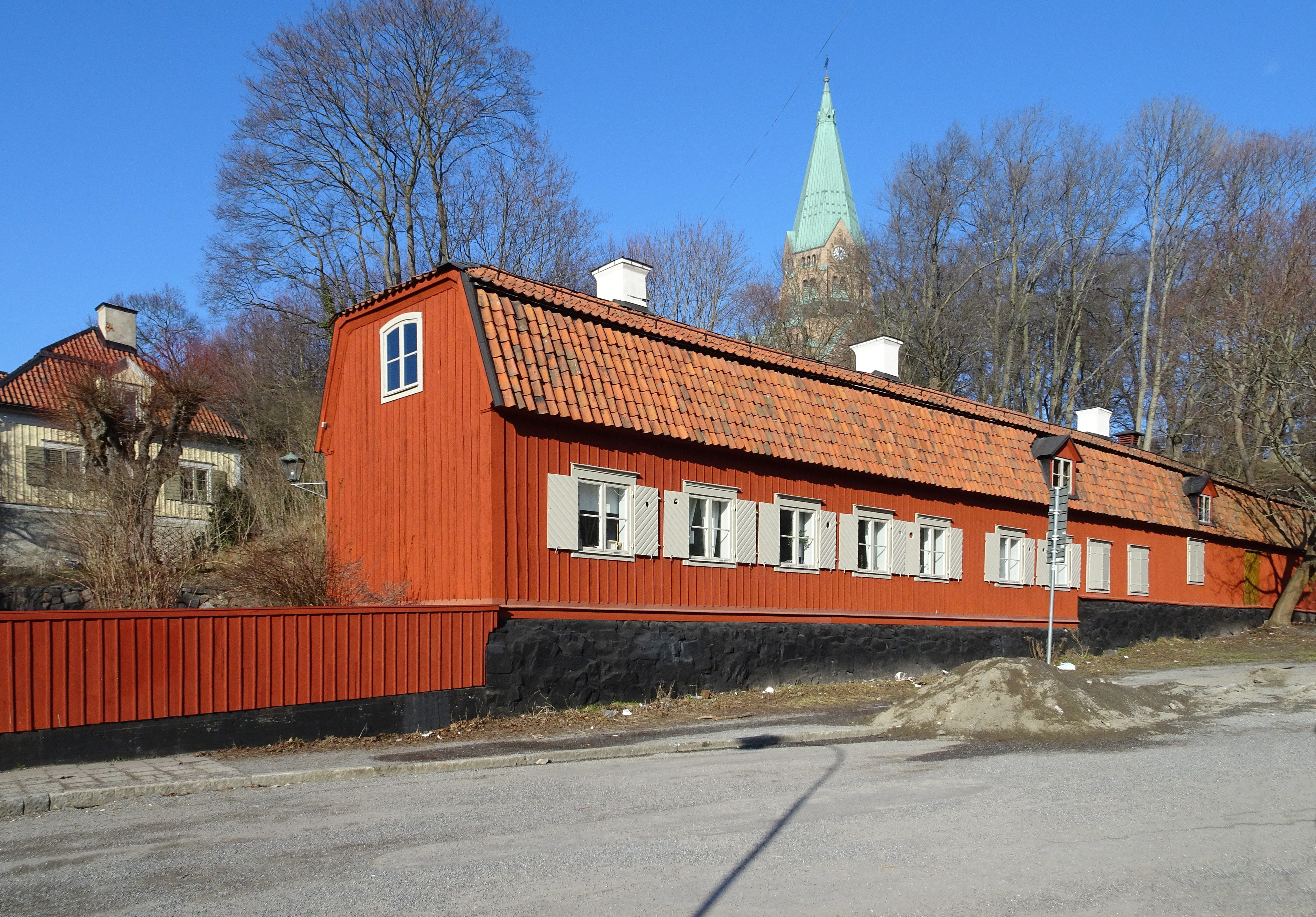
Röda längan vid Lilla Mejtens gränd.
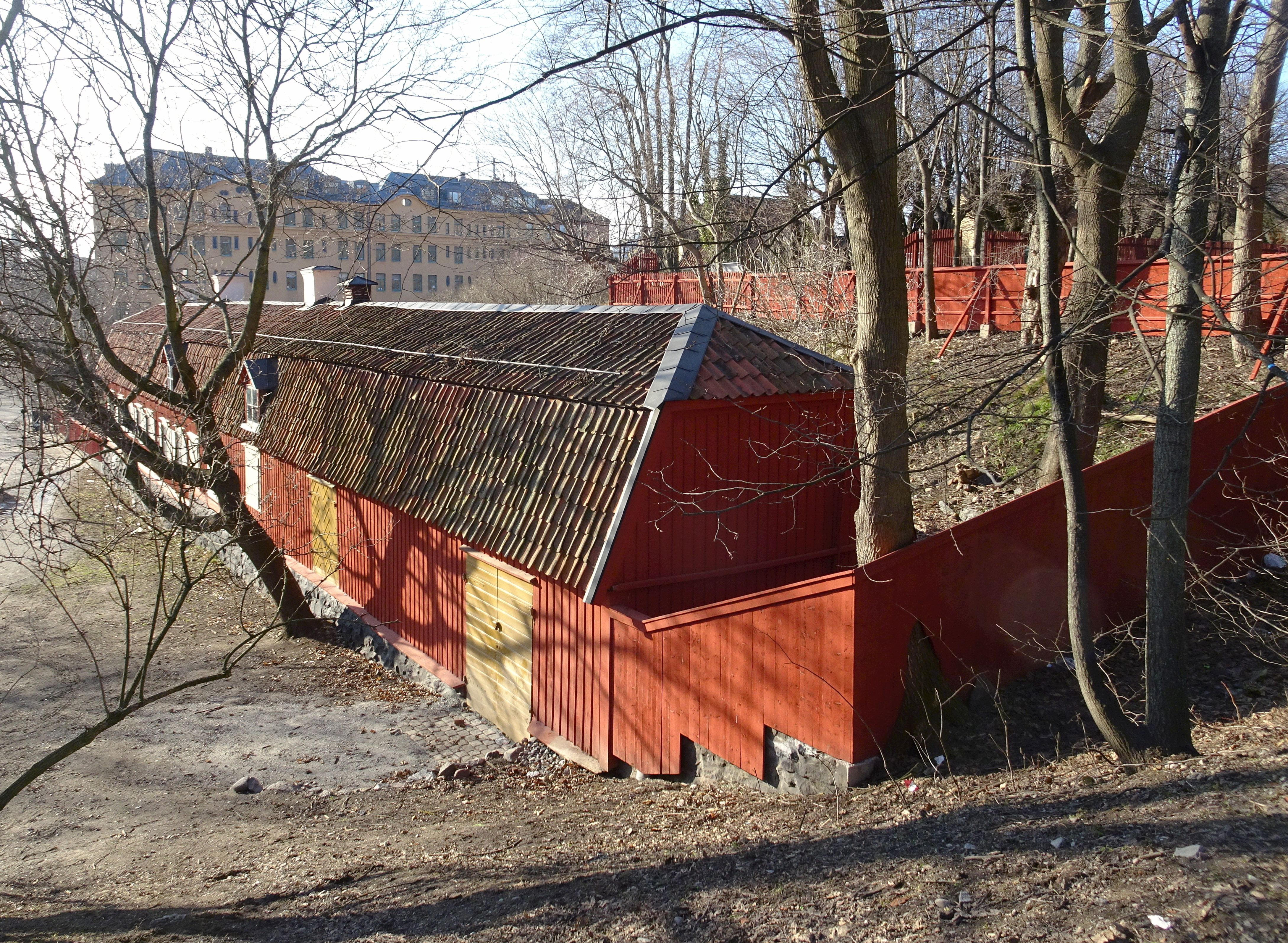
Röda längan från norr.
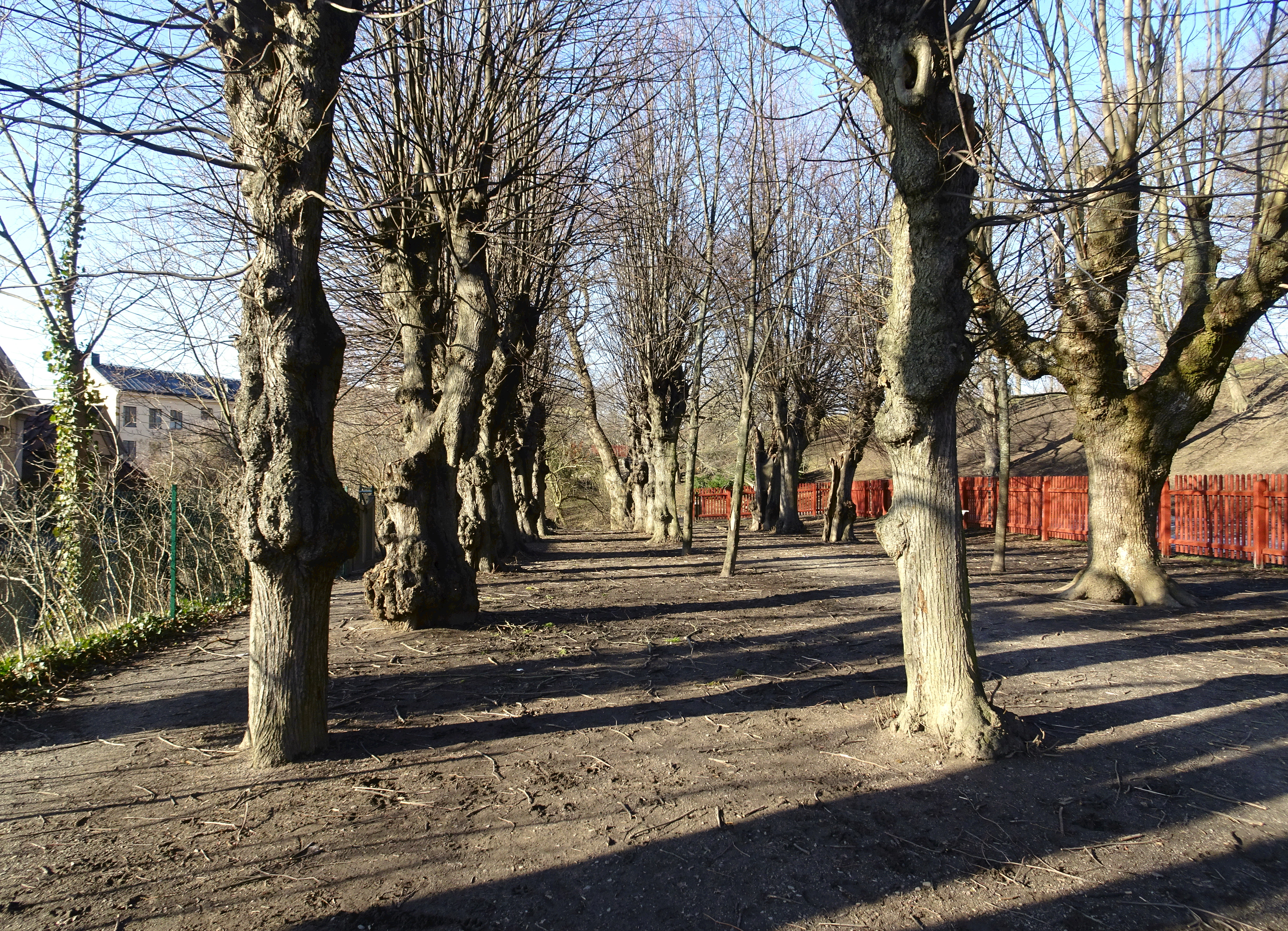
Allén norr om huvudbyggnaden som ursprungligen låg inom tomten.
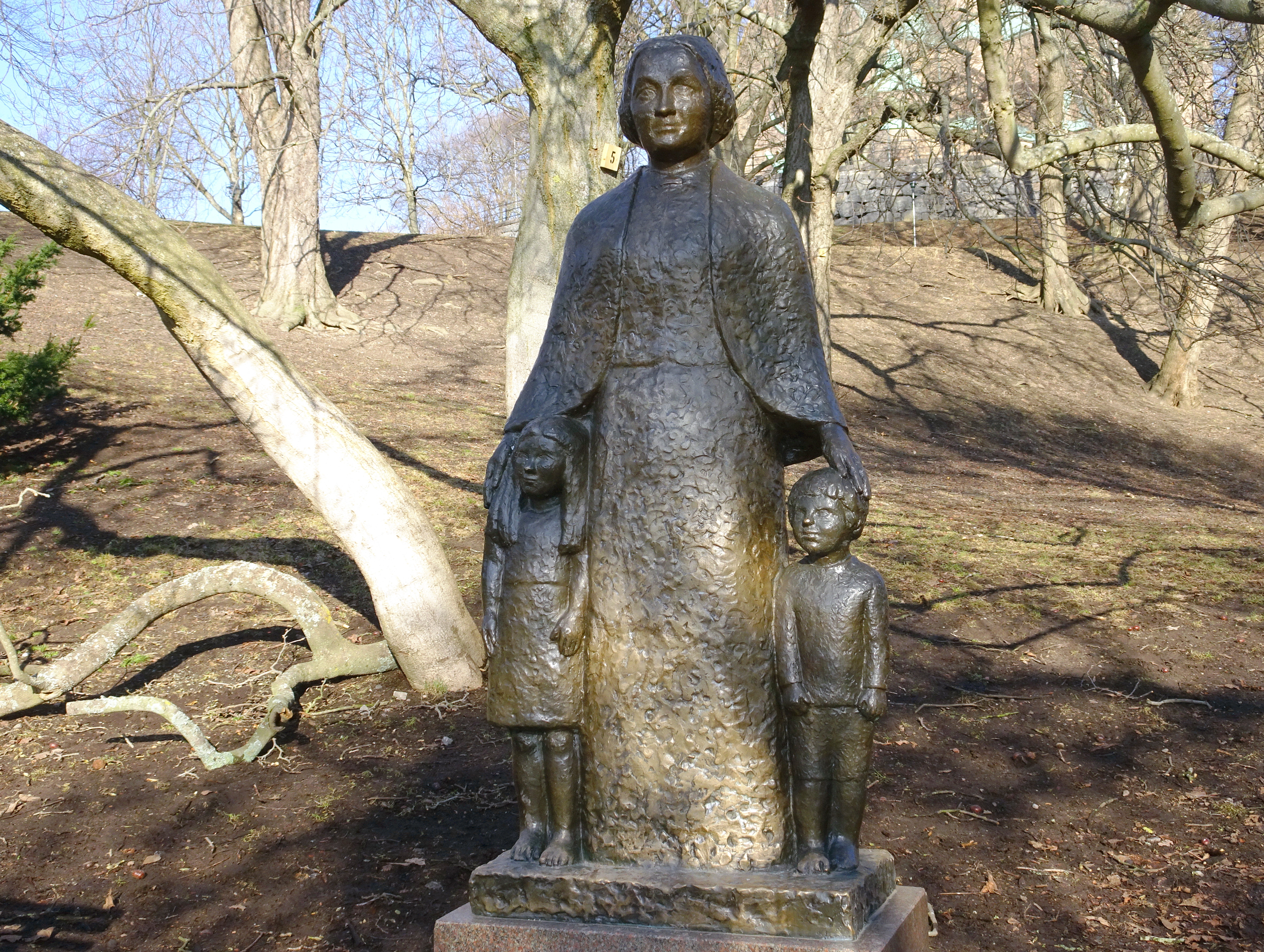
Elsa Borgs staty av Astri Bergman-Taube bakom huvudbyggnaden.

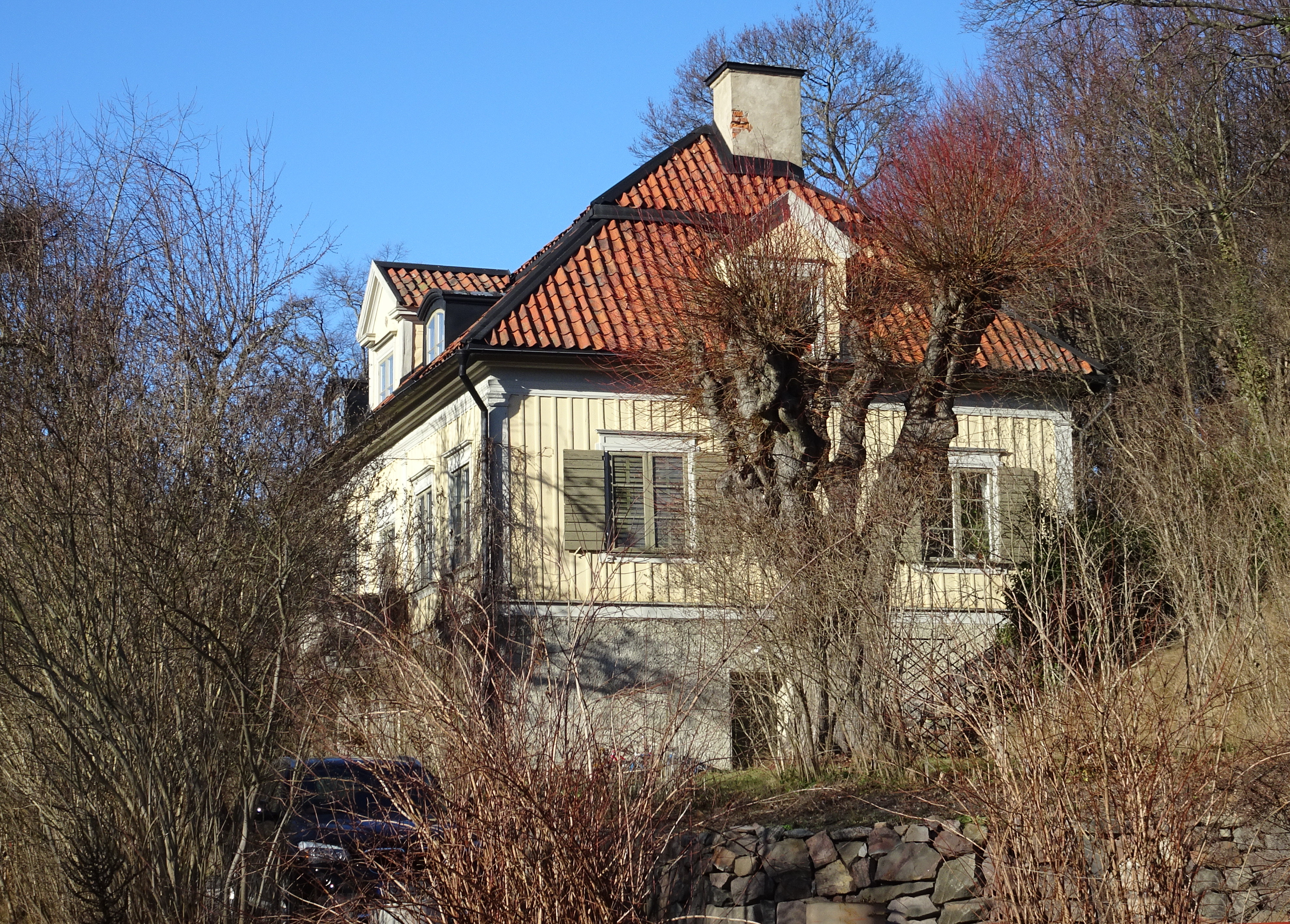
Huvudbyggnaden mot sydost.
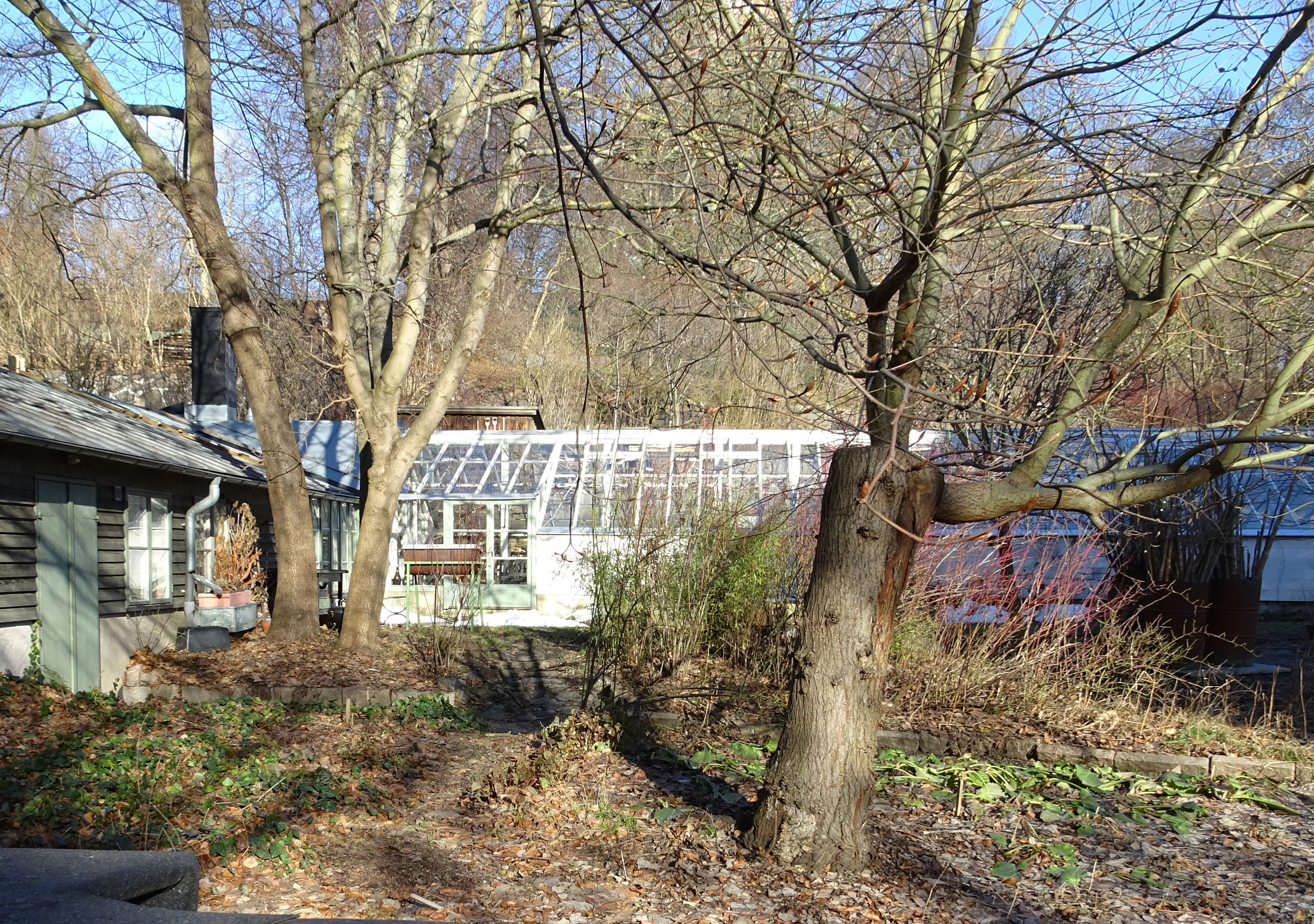
Växthus.
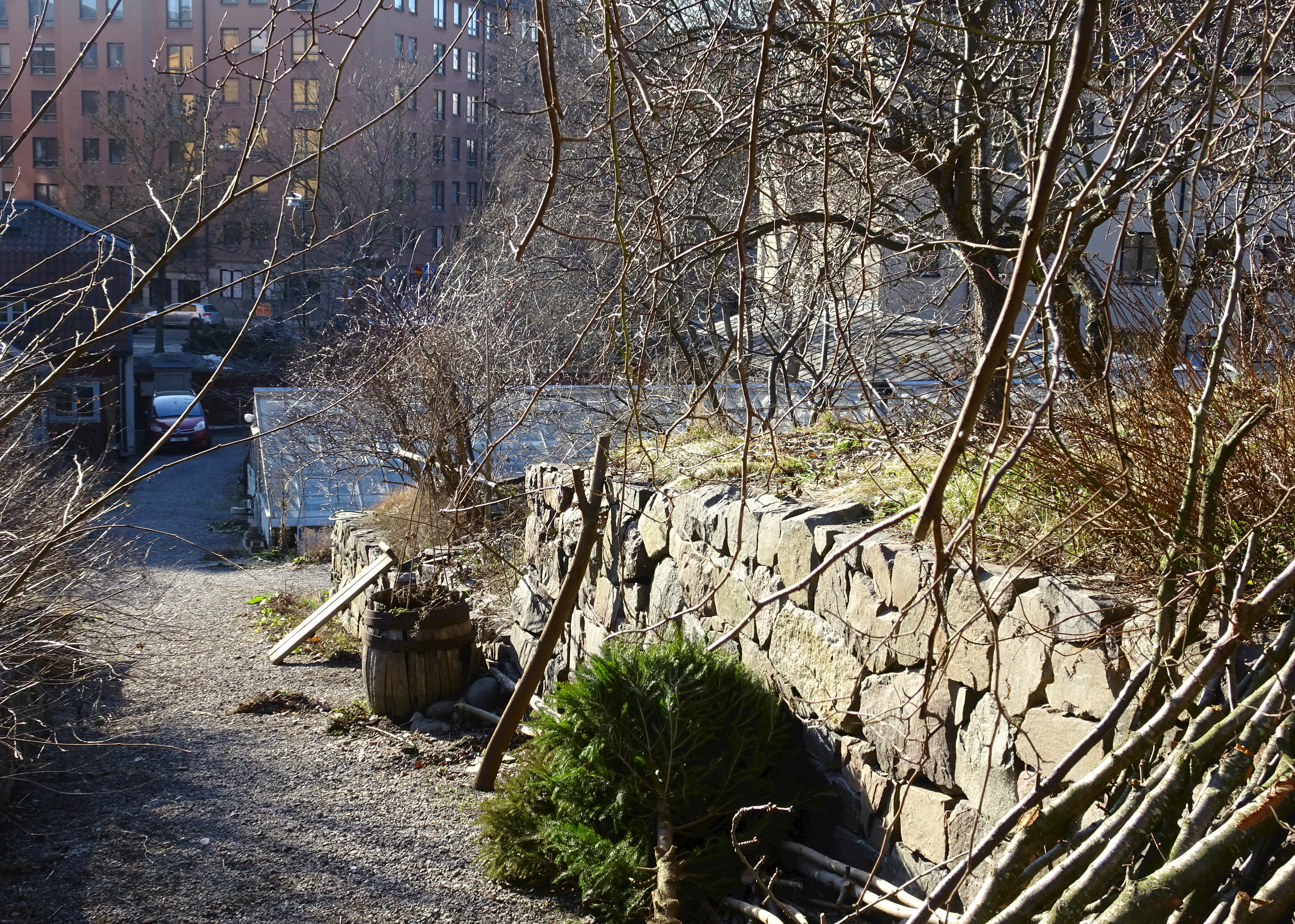
Trädgården.
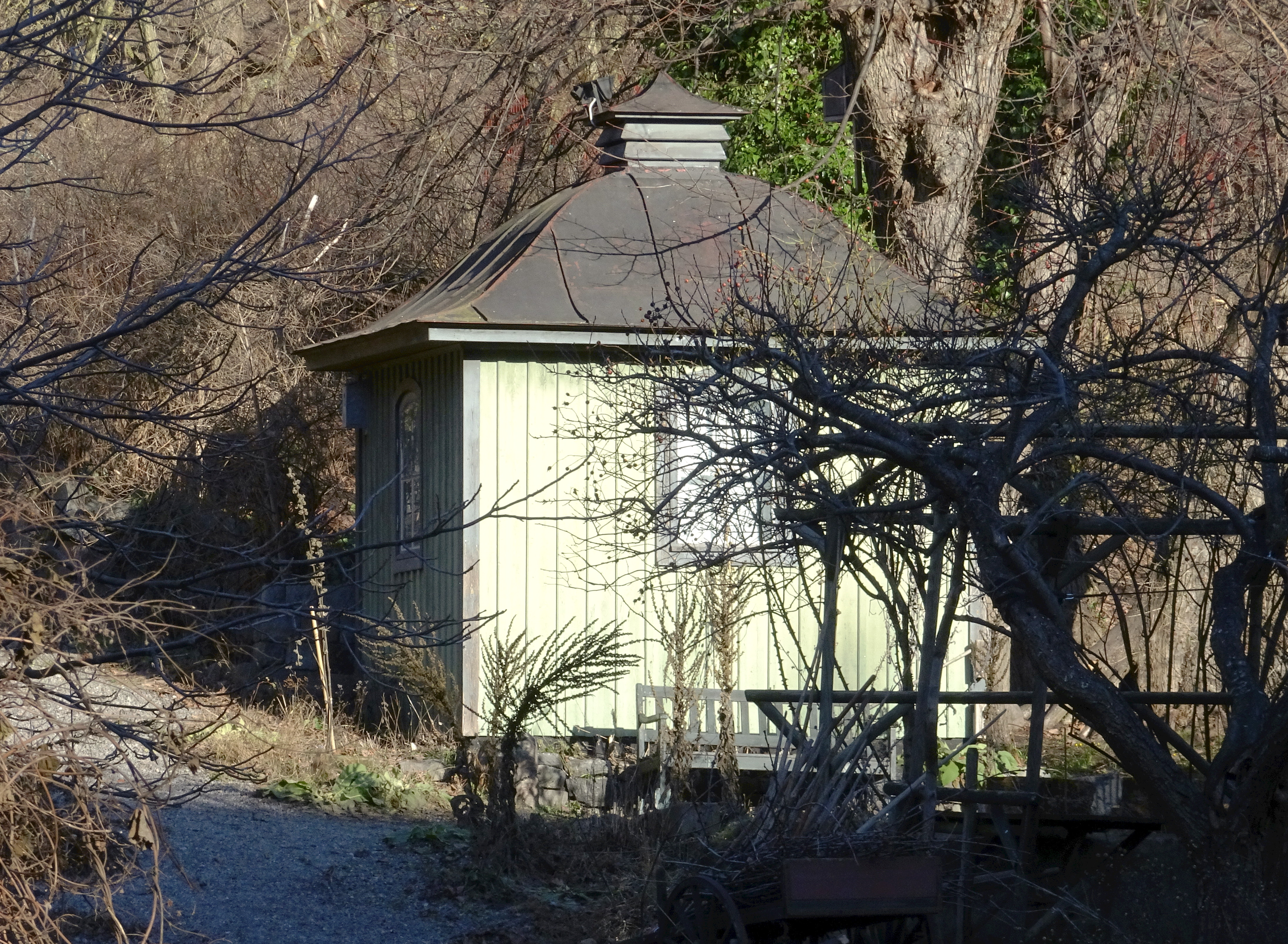
Lusthuset.
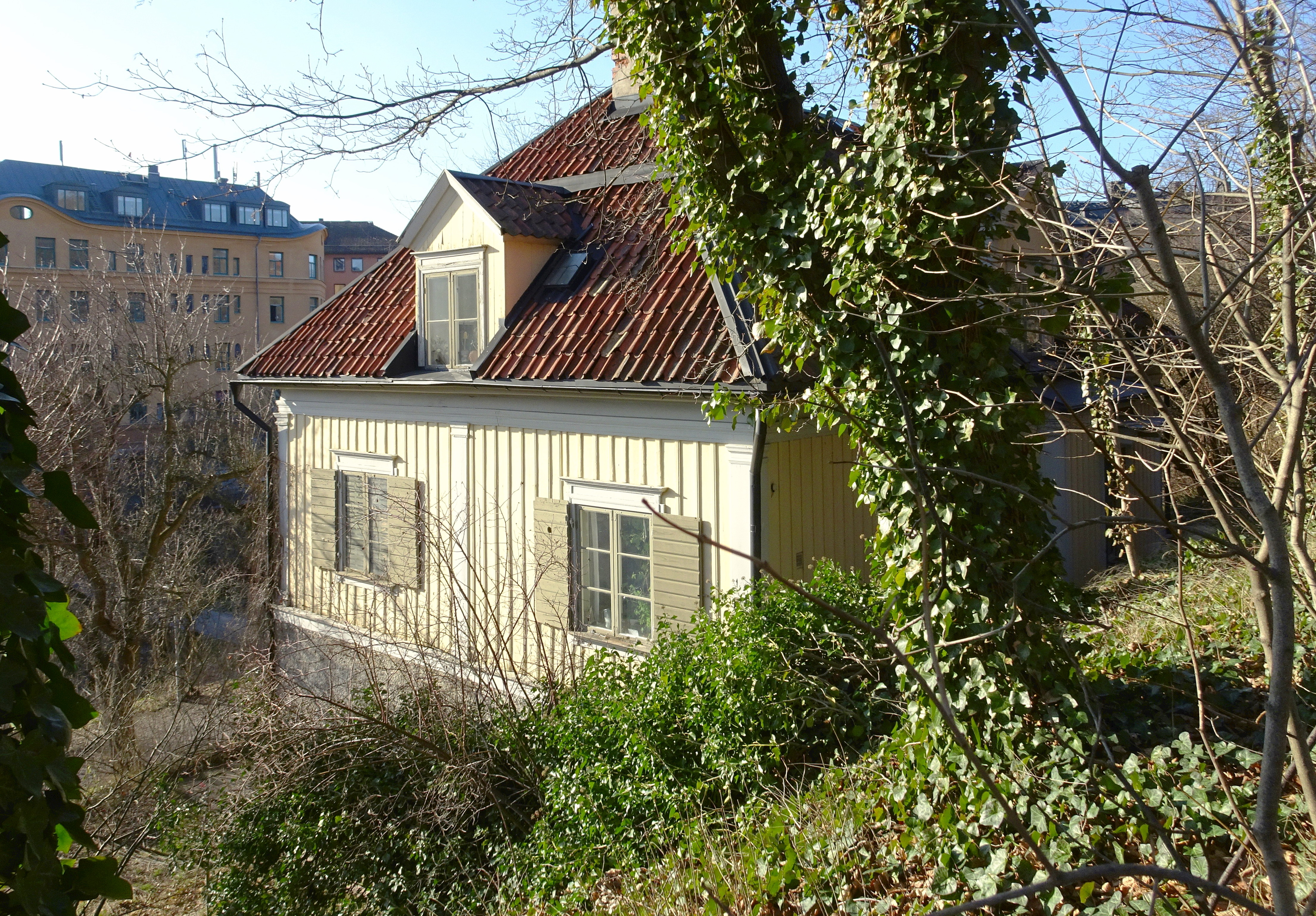
Huvudbyggnaden från norr.